# Áno Korakiána
Áno Korakiána är en ort i Grekland.   Den ligger i prefekturen Nomós Kerkýras och regionen Joniska öarna, i den västra delen av landet, 400 km nordväst om huvudstaden Aten. Áno Korakiána ligger 128 meter över havet och antalet invånare är 946. Den ligger på ön Korfu.
Terrängen runt Áno Korakiána är kuperad åt nordväst, men åt sydost är den platt.  Närmaste större samhälle är Korfu, 14,4 km sydost om Áno Korakiána. 